# Praia do Camilo
Praia do Camilo
A Praia do Camilo é uma praia portuguesa, localizada na região do Algarve, município de Lagos (Portugal).

## Descrição e história
É uma praia de pequenas dimensões, em formato de concha, situada no fundo de um conjunto de falésias. Nas proximidades existem várias formações rochosas de interesse. Está vigiada, e conta com apoios de praia.
O acesso à praia é feito por uma longa escadaria, que no topo da falésia termina junto da Estrada da Ponta da Piedade.
Em 2024, a autarquia de Lagos estava a planear a realização de obras de consolidação nas escadarias de acesso à praia, a partir do topo da arriba. Em Agosto desse ano entrou em vigor o novo regulamento no acesso às praias do Camilo e de Dona Ana, que introduziu um horário para o transporte de pranchas e outros equipamentos volumosos relacionados com desportos náuticos, devido aos percursos serem feitos através de escadarias longas e sinuosas. Nesse ano, o Camilo era um dos pontos da faixa costeira mais preocupantes no concelho, do ponto de vista da estabilidade das arribas, tendo sido recentemente concluídas obras de consolidação na escadaria de acesso à praia.